# Igor Jovićević
Igor Jovićević (* 30. November 1973 in Zagreb) ist ein ehemaliger kroatischer Fußballspieler und Fußballtrainer.

## Karriere
Jovićević begann seine Karriere 1991 beim spanischen Zweitligisten Real Madrid Castilla. Für dem Verein bestritt er 79 Zweitligaspiele und schoss dabei 15 Tore. 1996 kehrte er nach Kroatien zurück. Hier spielte er bis 1999 für NK Zagreb. 1997 erreichte er das Finale des Hrvatski nogometni kup. Anschließend wechselte er jede Saison den Verein. Von 1999 bis 2004 war er außerdem noch bei den Vereinen Yokohama F. Marinos, Guarani FC, Shenyang Dongjin FC und Karpaty Lwiw unter Vertrag. 2004 beendete er seine Karriere als Fußballspieler.